# Aeluropus
Aeluropus és un gènere de plantes de la subfamília de les cloridòidies, família de les poàcies, ordre de les poals, subclasse de les commelínides, classe de les liliòpsides, divisió dels magnoliofitins.

## Taxonomia
- Aeluropus arabicus (Spreng.) Steud.
  - Aeluropus arabicus var. distans Bornm.
- Aeluropus badghyzi Tzvelev
- Aeluropus bombycinus Fig. i De Not.
- Aeluropus brevifolius Nees ex Steud.
  - Aeluropus brevifolius var. longifolius Chiov.
  - Aeluropus brevifolius var. pygmaeus A. Terracc. ex Chiov.
- Aeluropus concinnus Fig. i De Not.
- Aeluropus erythraeus (A. Terracc.) Mattei
  - Aeluropus erythraeus var. scandens Terracc.
- Aeluropus hirsutus Munro
- Aeluropus intermedius Regel
- Aeluropus korshinskyi Tzvelev
- Aeluropus lagopoides (L.) Trin. ex Thwaites
  - Aeluropus lagopoides var. glabrifolia Chopanov
  - Aeluropus lagopoides var. lagopoides
  - Aeluropus lagopoides var. mesopotamica (Nábe|3lek) Bor
- Aeluropus littoralis (Gouan) Parl.
  - Aeluropus littoralis var. dasyphylla Trautv. ex Fedtsch.
- Aeluropus longespicata Parsa
- Aeluropus macrostachyus Hack.
- Aeluropus mesopotamicus Nábe|3lek
- Aeluropus micrantherus Tzvelev
- Aeluropus mucronatus (Forssk.) Asch.
- Aeluropus niliacus (Spreng.) Steud.
- Aeluropus pilosus (H.L. Yang) S.L. Chen
- Aeluropus pubescens Trin. ex Steud.
- Aeluropus pungens (M. Bieb.) C. Koch
- Aeluropus repens (Desf.) Parl.
- Aeluropus sinaicus Fig. i De Not.
- Aeluropus sinensis (Debeaux) Tzvelev
- Aeluropus sinkiangensis K. L. Chang
- Aeluropus smithii (Link) Steud.
- Aeluropus villosus Trin.